# Eresus ruficapillus
Espèce
Eresus ruficapillus est une espèce d'araignées aranéomorphes de la famille des Eresidae.

## Distribution
Cette espèce est endémique de Sicile en Italie.

## Description
La femelle mesure 21 mm.

## Publication originale
- C. L. Koch, 1846 : Die Arachniden. Nürnberg, vol. 13, p. 1-234 (texte intégral).